# Aleksander Mackiewicz
Aleksander Mackiewicz (ur. 6 września 1944 w Chemnitz, zm. 14 czerwca 2022 w Żyrardowie) – polski ekonomista i polityk, minister rynku wewnętrznego (1989–1991), przewodniczący Stronnictwa Demokratycznego (1990–1991).

## Życiorys
Syn Janusza i Ireny. Ukończył szkołę średnią w Słupsku. W latach 1964–1968 studiował na Wydziale Ekonomii Uniwersytetu Warszawskiego, jednak w 1968 z powodów politycznych został aresztowany i relegowany z uczelni. Pracował jako stażysta w Domu Słowa Polskiego, a w latach 1970–1978 w Centralnym Ośrodku Planowania, Organizacji i Zarządzania Przedsiębiorstwa Polska Poczta, Telegraf i Telefon. Studia ukończył zaocznie w 1973. W 1979 podjął pracę w związanym z ChSS Spółdzielczym Zjednoczeniu Przemysłowym „Ars Christiana” (m.in. jako dyrektor naczelny).
W 1975 wstąpił do Stronnictwa Demokratycznego, sprawował m.in. funkcję wiceprzewodniczącego Stołecznego Komitetu. W latach 1990–1991 był przewodniczącym SD – początkowo jako przewodniczący Centralnego Komitetu, a od 13 kwietnia 1991 prezydium Rady Naczelnej. Kandydował z listy krajowej Stronnictwa Demokratycznego w wyborach parlamentarnych w 1991. Obwiniany za klęskę wyborczą ugrupowania podał się do dymisji.
Od 12 września 1989 do 12 stycznia 1991 sprawował urząd ministra rynku wewnętrznego w rządzie Tadeusza Mazowieckiego. Oskarżony po latach przed Trybunałem Stanu w związku z tzw. aferą alkoholową, 18 czerwca 1997 został uniewinniony w postępowaniu przed TS. Był także założycielem i prezydentem Międzynarodowego Stowarzyszenia „Wschód-Zachód”.
Został pochowany na cmentarzu w Lipkowie.

## Odznaczenia
W 2011 odznaczony przez prezydenta Bronisława Komorowskiego Krzyżem Oficerskim Orderu Odrodzenia Polski.